# Taxi 3
Taxi 3 is een Franse komische film uit 2003 van filmregisseur Gérard Krawczyk.

## Verhaal
Een Chinese bende bankrovers teistert Marseille. Ze weten telkens te ontkomen door zich te verkleden als kerstmannen. Politieagent Emilien roept opnieuw de hulp in van taxichauffeur Daniel. Terwijl ze hun persoonlijke bekommernissen met elkaar bespreken, de twee staan allebei op het punt om vader te worden, leidt het spoor hen naar het skigebied Tignes.